# Franz Fleckenstein
Franz Fleckenstein (* 8. Juni 1922 in Würzburg; † 5. Januar 1996 ebenda) war ein deutscher Kirchenmusiker, Komponist, Musikpädagoge und katholischer Priester.

## Leben
Fleckenstein hat in Regensburg Kirchenmusik und nach dem Krieg zusätzlich Theologie studiert. 1950 wurde er zum katholischen Priester geweiht. Später war er in Miltenberg Kaplan. Ab 1953 war er im Würzburger Kilianeum Musikpräfekt. Ab 1960 war er Domvikar am Würzburger Dom und von 1961 bis 1971 Domkapellmeister am Würzburger Kiliansdom. In dieser Zeit gründete er die Würzburger Domsingknaben und gestaltete 1967 mit seinen Chören die Wiedereröffnung des Würzburger Domes.
Ab 1970 leitete er die renommierte Kirchenmusikschule in Regensburg, die seit 2001 Hochschule für Katholische Kirchenmusik und Musikpädagogik Regensburg heißt.
Von 1974 bis 1984 war Fleckenstein Landespräses des Chorverbandes Allgemeiner Cäcilien-Verband für Deutschland und Mitglied in verschiedenen kirchlicher Kommissionen.
1987 ging er in den Ruhestand, kehrte nach Würzburg zurück und übernahm einen Lehrauftrag für Kirchenmusik am Würzburger Konservatorium.
Franz Fleckenstein schrieb zahlreiche Messen, Messproprien und Motetten. Er veröffentlichte Aufsätze über kirchenmusikalische Fragen im Organ des Cäcilien-Verbandes Musica sacra.

## Auszeichnungen
- 1973: Monsignore-Titel des Vatikans
- 1983: Verdienstkreuz am Bande der Bundesrepublik Deutschland
- 1987: Albertus-Magnus-Medaille der Stadt Regensburg
- 1988: Verdienstkreuz 1. Klasse der Bundesrepublik Deutschland